# Richard Dorson
Richard Mercer Dorson (New York, 12 marzo 1916 – New York, 11 settembre 1981) è stato un antropologo statunitense.

## Biografia
Considerato il "padre del folklore americano" e "la forza dominante nello studio del folklore", è nato a New York nel 1916 in una ricca famiglia ebraica. Ha studiato alla Harvard University, dove ha ottenuto il dottorato in Storia della Civiltà Americana nel 1942. Ha insegnato storia e folklore alla Michigan State University e poi alla Indiana University, dove ha fondato e diretto l'Istituto di Folklore. Ha pubblicato numerosi libri e articoli su vari aspetti del folklore americano e mondiale, tra cui le tradizioni inventate, le leggende urbane e il fakelore, termine da lui coniato per indicare il folklore fittizio o manipolato. È morto nel 1981 a 65 anni, lasciando un'eredità di grande rilevanza per la disciplina folkloristica.